# Schtzngrmm
schtzngrmm — вірш австрійського поета Ернста Яндля.

## Історія та сприйняття
Ernst Jandl

schtzngrmm

Повний текст німецькою мовою [Архівовано 31 жовтня 2021 у Wayback Machine.]

Один із перших т. зв. «розмовних віршів» Яндля, який він написав 19 квітня 1957 року і опублікував у травневому числі часопису віденського театру для молоді Neue wege.
В 1966 р. накладом 1000 примірників побачила світ збірка віршів Яндля «Laut und Luise».
Обидві публікації викликали хвилю обурення — колишнього вчителя німецької стали цькувати звинуваченнями у псуванні молоді. Різноманітні спілки (вчителів, християнських педагогів) розпочали протести проти надання майданчиків для таких авторів, як Яндль, Герхард Рюм та Ернст Кейн. Критики та колективні звернення проголошували: "чи подібні «твори» мають щось спільне з літературою?; «нехай своєму жалюгідному існуванню завдячують видавцям і редакторам, яких байдуже красне писемництво, і читачам, які тішаться від белькотання чи графічно окресленого заїкання», продовжуючи справедливу й успішну, на їх думку, боротьбу проти «бруду та сміття». Наслідком кампанії стало звільнення літературного редактора часопису, видавця з наглядової ради та наступні відмови Яндлю у друкові деінде на довгі часи (Яндля став друкувати Der Luchterhand Literaturverlag).

## Форма та поетика
В основу вірша покладено єдине слово «траншеї» (нім.: «Schützengraben»), яке після виключення всіх голосних і невиразної розмовної мови стає трщльнм (трощильним): скріплені приголосні творять нові склади, що нагадують залпи кулеметів чи розриви гранат, представляючи звукоподібний образ окопної війни та кінцеву загибель солдата.

## Значення
На сьогодні, schtzngrmm — одна з найвідоміших і найцитованіших поезій Яндля про війну.
Спільно з іншими — vater komm erzähl vom krieg, lichtung, ottos mops — поезія є прикладами нової форми експериментальної літератури — фігурних віршів.
Цей вірш знаходить і своє музичне трактування: Йоганнес X. Шахтнер. Етюд на вірш Schtzngrmm для труби соло (2004); джазмен Крістіан Мутшпіл. Фрагмент у für und mit ernst (2008).